# Albert Bassermann
Albert Bassermann (ur. 7 września 1867, zm. 15 maja 1952) – niemiecki aktor filmowy.

## Filmografia
- 1913: Inny jako Dr. Hallers
- 1924: Helena Trojańska jako Ajsakos
- 1929: Panna Eliza jako Dr. Thalhoff
- 1940: Zagraniczny korespondent jako Van Meer
- 1942: Spotkanie we Francji jako Generał Hugo Schroeder
- 1942: Niewidzialny agent jako Arnold Schmidt
- 1943: Curie-Skłodowska jako Prof. Jean Perot
- 1944: Od kiedy cię nie ma jako Dr Sigmund Gottlieb Golden
- 1946: Przenikliwy wiatr jako Hrabia von Stammer
- 1948: Czerwone trzewiki jako S. Ratov

## Nagrody i nominacje
Za rolę Vana Meera w filmie Zagraniczny korespondent został nominowany do Oscara.